# История Тольятти
История Тольятти — краткая история города Тольятти, ранее крепость-город Епифань и Ставрополь, и его окрестностей.
История Тольятти ведёт свой отсчёт со своего основания в 1737 году. Город Ставрополь (прежнее название города) был основан известным политическим деятелем начала XVIII века Василием Татищевым как столица (административный центр) земли, выделенной крещёным калмыкам, а также с целью защиты пограничных территорий Российской империи от набегов кочевников.
20 июня 1737 года императрица Анна Иоанновна жаловала грамоту крещёной калмыцкой княгине Анне Тайшиной, в которой было записано об основании города: 

Для пребывания твоего с зайсангами выше Самары (реки) и близь Волги реки построить крепость… и на то означено место собирать всех крещенных калмыков, которые около этой крепости имеют по обыкновению кочевать… как при крепости живущим, так и около кочующим крещенным калмыкам в отведенным и показанным им местам и урочищам зверей ловить, и леса и дрова рубить, и скотом траву травить, и сена косить, и хлеба сеять, в реках и озёрах рыбу ловить свободно, и для того из русских мужиков с пашпортами в работы наймовать позволяется.— Российский государственный архив древних актов, ф.248, кн.140, л.493-495
С этой даты ведётся отсчёт истории города.

## Хронология

### XVIII век
31 октября 1737 года Василий Татищев выбрал место для крепости: на берегу Волги «при потоке её Куньей Воложки против Жигулёвских гор, где кругом вниз и вверх довольно лугов и сенных покосов». Комендантом строящейся крепости был назначен полковник Андрей Змеев.
Строительство крепости началось весной 1738 года. Планировалось переселить в будущий Ставрополь и окрестные сёла более 2200 калмыков, которые прибыли в сентябре 1738 года. В октябре крепость посетил В. Н. Татищев и нашёл там всё «изрядно» отстроенным, согласно чертежу. Названо поселение Епифань (с греч. «просвещение»).
Из описи крепости: «Крепостное строение состоит из иррегулярного земляного шестиугольника с палисадом, построено в 1738 году. Крепость длиною 313, шириной 198, в окружности 779 сажен; в ней батарей четыре, редутов два, ворот трое: Оренбургские, Симбирские и Водяные; улиц отменных пять: Троицкая, Водяная, Симбирская, Базарная и Оренбургская, впрочем, все они прямые».
В 1738 году на средства казны была построена каменная церковь Во имя рождества Пресвятой Богородицы; в 1809 году по указу Казанской консистории было получено разрешение на строительство новой каменной церкви, и в 1809 году старая церковь была упразднена, разобрана и увезена ставропольским мещанином Москвичевым на обжиг кирпича. Церковь была приписана к Троицкому собору.

Карта Ставропольского ведомства, 1755 г. с центром — Ставрополь.

21 февраля 1739 года Указ Сената о наименовании основанной крепости Ставрополем, что в переводе с греческого означает «город креста». В том же году было образовано Ставропольское калмыцкое войско — иррегулярное воинское формирование. Уже к 1742 году в городе русскоязычное население стало преобладать над калмыцким. Это связано с тем, что калмыки, привыкшие к кочевому образу жизни, проживали в основном в окрестностях Ставрополя.
15 марта 1744 года была учреждена Оренбургская губерния, Ставрополь с принадлежащей ему землёй (между Черемшаном и Волгой) вошёл в неё в качестве особой автономной территории Ставропольского калмыцкого войска.
В 1745 году после смерти княгини Тайшиной был учрежден особый калмыцкий суд, наделённый военно-административными функциями.
В декабре 1754 года, спустя 17 лет после основания, в городе-крепости прошла перепись населения: 5695 человек.
В январе 1768 года первый департамент Сената представил Екатерине II доклад об исключении Самары из состава Казанской губернии и приписке её к Ставропольской провинции Оренбургской губернии.
5-11 октября 1768 года в Ставрополе пребывали члены 1-й научной экспедиции Российской Академии Наук И. И. Лепёхин, П. С. Паллас и И. П. Фальк.

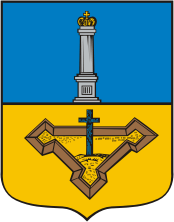
Герб (1780)

В 1770 году в Ставрополь из Гурьева был переведен гарнизонный батальон, переименованный в Ставропольский.
К концу XVIII века Ставрополь становится крупнейшим городом Заволжья (левобережья Волги), обходя своего главного конкурента Самару, которая была присоединена на правах приписанной к городу Ставрополю слободы.
15 сентября 1780 года указом Екатерины II Ставрополь был приписан в качестве уездного города к Симбирскому наместничеству (с 1796 года — Симбирская губерния). 22 декабря 1780 года городу был пожалован герб: «Трехугольная крепост, в средине которой водружен черный крест в золотом поле, означающий имя сего города, ибо имя „ставрополь“ ест греческое слово, в переводе которое значит „город святаго креста“». В городе появились уездный суд, уездное казначейство, городское управление.
Согласно Городовому Положению 1785 года обывателям Ставрополя предоставлялось право составлять городское общество, а для общественного управления избирать городскую Думу из гласных (от обывателей, гильдий, цехов, иногородних посадских). Общая городская Дума Ставрополя избиралась из состава шестигласной Думы (каждому разряду обывателей предоставлялся один голос) под председательством городского головы. Общая дума собиралась раз в три года.

### XIX век
В 1806 году Ставропольское калмыцкое войско вошло в Калмыцкий округ Донского казачьего войска.
В 1812—1814 годах Ставропольский калмыцкий полк участвовал в Отечественной войне, а также заграничном походе русской армии, за особые заслуги, одним из первых вошёл в Париж. Кроме этого, на войну с французами, в Ставрополе был сформирован 2-й пехотный полк Симбирского народного ополчения.
В 1813 году на средства казны, вместо существовавшей с 1757 года церкви, разобранной в 1809 году из-за размыва берега Воложки, был построен СВЯТО-ТРОИЦКИЙ СОБОР. Из описи: собор однопрестольный, каменный, с колокольней; проект симбирского архитектора Лизогуба, заложен в 1835 году, построен в 1842 году с тёплой церковью внизу, в 1902 году с разрешения епархии собор расширен, освящён в 1815 году, реставрирован в 1831—1833 гг.
7 сентября 1824 года Ставрополь посетил император Александр I. Также он посещал город ещё раз, в 1825 году, при возвращении из Оренбурга.
В 1827 году граф Владимир Григорьевич Орлов переселил своих крепостных крестьян из с. Кунеево Карсунского уезда на Кунью Воложку, в Ставропольский уезд, так возникла Кунеевка. В XX веке Кунеевку сначала переименовали в п.г.т. Комсомольск-на-Волге, а позднее посёлок вошёл в состав Тольятти в качестве городского района.
Летом 1833 года при работе над «Историей Пугачёва» через Ставропольский уезд проезжал А. С. Пушкин.
В 1842 году указом Николая I калмыков переселяют в оренбургские степи, а на свободные земли были вызваны бедные дворяне Рязанской, Смоленской и Тульской губерний и нижние чины, преимущественно из мещан и бывших крепостных крестьян.
В 1842 году была построена Николаевская церковь. Из описи: трёхпрестольная — во имя Николая Чудотворца, Казанской Божьей Матери и Серафима Саровского; престолы освящены в 1843, 1877 и 1905 годах. Здание и колокольня каменные, построены по проекту симбирского архитектора Лизогуба, церковь расширена в 1902 году.
В 1846 году согласно новому Положению об общественном управлении образовались: распорядительная Дума во главе с городским головой и общественное собрание. Они подчинялись непосредственно губернатору, который осуществлял надзор за законностью деятельности Думы.

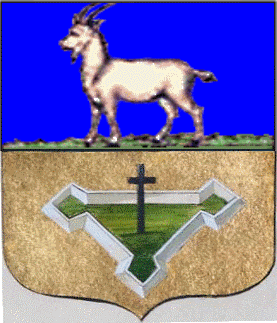
Герб Ставрополя в Самарской губернии

В 1851 году Самара получила статус губернского города и Ставрополь вместе с уездом вошёл в состав новой губернии.
В 1859 году в Ставрополе проживает всего 2269 человек, что свидетельствует об оттоке жителей.
В 1859 году в Тюремном замке была построена домовая церковь.

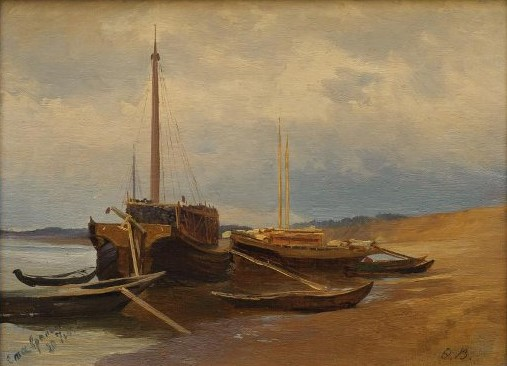
Ставрополь (картина Фёдора Васильева, 1870)

В июле 1870 года в Ставрополе живут и работают русские художники Илья Репин, Фёдор Васильев и Евгений Макаров.
В 1894 году Ставрополь посетил Иоанн Кронштадтский. По существующему преданию, он предсказал будущее затопление города.
В 1897 году была построена каменная Успенская церковь — вместо деревянной церкви, построенной в 1755 году на средства прихожан. Из описи: трёхпрестольная — во имя Успения Богородицы, Архистратига Михаила, Апостолов Павла и Петра, здание и колокольня каменные. В 1901 году перестроена и расширена.

### XX век

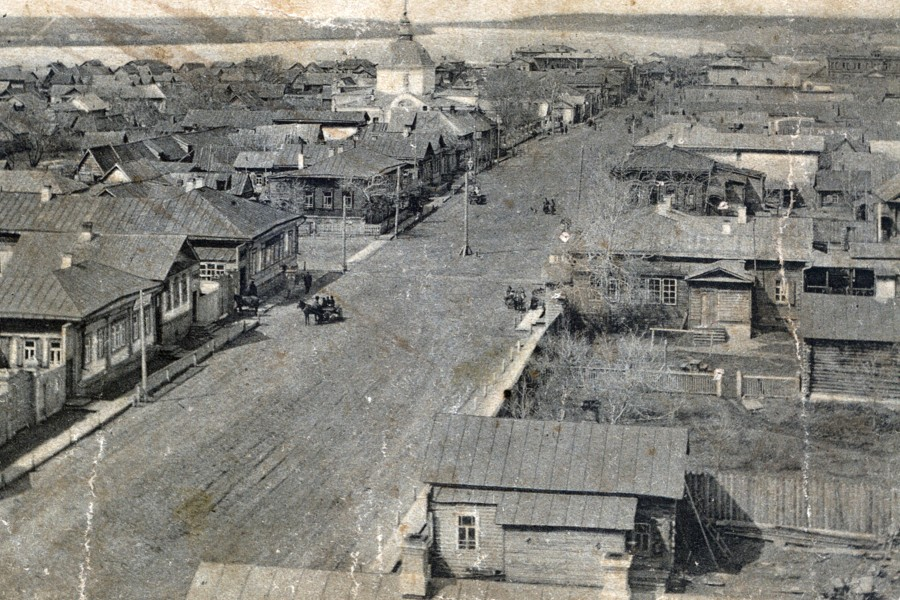
улица Посадская, одна из главных улиц Ставрополя 1914 г. После революции переименована в ул. Кооперативную. Впоследствии затопленная.

К началу XX века в городе проживало около 7,5 тысяч человек. Работала одна земская больница, 6 учебных заведений, 2 гостиницы, 6 фабрик и заводов, 1 водяная и 4 ветряных мельницы. В 1914 году была построена мечеть.
В декабре 1918 года уездный исполком был перенесён в Мелекесс.
В мае 1919 года Ставропольский уезд был разделён на два: Ставропольский и Мелекесский. Ставрополь ненадолго снова стал уездным городом.
В феврале 1924 года по решению ВЦИК СССР и в связи с сокращением населения город Ставрополь был переименован в село того же названия. Соответственно Ставропольский уезд тогда ликвидировали, а его территория оказалась разделённой между Самарским и Мелекесским уездами.
В 1946 году село Ставрополь было преобразовано в город районного подчинения. К началу 1950-х годов в городе насчитывалось 12 тысяч жителей, на десяти предприятиях районного масштаба работали 750 человек.
18 апреля 1951 года Президиум Верховного Совета РСФСР принял Указ о преобразовании Ставрополя в город областного значения.
21 августа 1950 года было опубликовано постановление Совета Министров СССР о строительстве гидроузла на реке Волге. Во время строительства Жигулёвской ГЭС Ставрополь попал в зону затопления Куйбышевского водохранилища.
В 1953—1955 годах практически полностью был перенесён на новое место (в настоящее время Центральный район). От старого Ставрополя остались лишь несколько зданий земской больницы, санаторий «Лесное» и перенесённых деревянных домов.
В 1957 году было завершено строительство Волжской ГЭС им. В. И. Ленина. Старое место нахождения города было полностью затоплено.
28 августа 1964 года Президиум Верховного Совета РСФСР постановил: Переименовать город Ставрополь Куйбышевской области в город Тольятти, в честь умершего неделей раньше во время посещения детского лагеря «Артек» генсека Итальянской коммунистической партии Пальмиро Тольятти.
В 1966 году в городе началось строительство крупнейшего в России Волжского автомобильного завода по производству легковых автомобилей. Параллельно со строительством завода возводился и новый жилой район Тольятти — Автозаводской. 21 января 1966 был пущен тольяттинский троллейбус. С октября 1966 по сентябрь 1967 года численность городского населения выросла в 2 раза, на сентябрь 1967 года в Тольятти проживало уже 162 тысячи человек.
8 апреля 1986 года состоялся визит Генерального секретаря ЦК КПСС М. С. Горбачёва, во время которого он посетил «Волжский Автозавод». Результатом этого визита было решение о создании на базе флагмана отечественного машиностроения инжинирингового предприятия — отраслевого научно-технического центра (НТЦ) ОАО «АвтоВАЗ», что явилось значимым событием советского автопрома. На своём выступлении в Тольятти Горбачёв впервые внятно произносит слово «перестройка», что было подхвачено СМИ и стало лозунгом начавшейся новой эпохи в СССР.

### XXI век
18 мая 2007 года Тольятти посетил президент России В. В. Путин, во время которого он был приглашён на «АвтоВАЗ». Главе государства были продемонстрированы проекты, направленные на развитие отечественной автомобильной промышленности. В их числе — тольяттинский промышленно-технологический парк.
4 октября 2008 года в Самарской области находился с визитом митрополит Смоленский и Калининградский — Кирилл, он совершил Всенощное бдение в тольяттинском Спасо-Преображенском соборе.
6 февраля 2009 года Конституционный суд РФ закрепил за отцами право на отпуск по уходу за ребёнком. Поводом к рассмотрению норм данного закона стала ситуация, в которой оказался ведущий инженер «АвтоВАЗа» Михаил Ермолов.
26 марта 2009 года в Тольятти с визитом находился президент Торгово-промышленной палаты РФ Евгений Примаков. Визит состоялся по случаю 15-летия Торгово-промышленной палаты Тольятти. Встретившись с руководством «АвтоВАЗа», Примаков посетил дизайн-центр автозавода и цех сборки Lada Kalina.
30 марта 2009 года состоялся визит в Тольятти премьер-министра России Владимира Путина. В ОАО «АВТОВАЗ» состоялась его встреча с работниками завода (в цехе сборки Lada Kalina) и проведено совещание по стабилизации и оздоровлению автопрома. На совещании присутствовали губернатор Самарской области Артяков В. В., министры правительства Христенко В. Б. и Набиуллина Э. С. Неофициально Владимир Путин посетил Православную классическую гимназию и передал ей в дар Иверскую икону Божией Матери XVIII века. Премьер осмотрел домовую церковь, молитвенный зал и учебные классы гимназии, а также побывал на нескольких уроках[значимость факта?].
19 августа 2009 года в Тольятти впервые в современной истории города родилась четверня. У работника «АВТОВАЗа» Александра Рогачёва и его жены Натальи родились четверо детей, которых назвали: Кирилл, Ваня, Маша и Аня. 27 декабря 2015 года во второй раз за историю города в нём родилась четверня: два мальчика и две девочки в семье Дедовых.

## Исторический очерк
Современную историю Тольятти обычно подразделяют на три этапа, благодаря которым он даже получил прозвание «трижды рождённый».

### Второе рождение
Второе рождение города традиционно связывают со строительством ГЭС и переносом города на новое место.
21 августа 1950 года было опубликовано постановление Совета Министров СССР о строительстве гидроузла на реке Волге. Во время строительства Жигулёвской ГЭС Ставрополь попал в зону затопления Куйбышевского водохранилища и в 1953—1955 годах практически полностью был перенесён на новое место (в настоящее время Центральный район). От старого Ставрополя, не считая перенесенных деревянных домов, осталось лишь несколько зданий земской больницы да санаторий «Лесное».
После этого начался быстрый рост города: в 10 км к востоку от старого города был построен рабочий посёлок Комсомольск, а в 4 км от него вниз по Волге — посёлок Шлюзовой. Оба посёлка позднее вошли в состав нового Ставрополя. В 1957 году было завершено строительство Волжской ГЭС им. В. И. Ленина, возведены завод «Волгоцеммаш», электротехнический завод, химические предприятия: «Тольяттикаучук», «КуйбышевАзот» и «КуйбышевФосфор».

### Третье рождение
Третье рождение города связывают со строительством АвтоВАЗа. В 1970-х годах темпы роста населения города в мире уступали лишь Братску и были сопоставимы с Хьюстоном.
В 1966 году в городе началось строительство крупнейшего в России Волжского автомобильного завода по производству легковых автомобилей. Параллельно со строительством завода возводился и новый жилой район Тольятти — Автозаводской и был пущен троллейбус. С октября 1966 по сентябрь 1967 года численность городского населения выросла в 2 раза, на сентябрь 1967 года в Тольятти проживало уже 162 тысячи человек. Рождение 400-тысячного тольяттинца отмечали в 1973 году, 500-тысячного — в 1978-м, 600-тысячного — в 1984 году.
30 декабря 1987 года указом Президиума Верховного Совета СССР Тольятти «за успехи в хозяйственном и культурном строительстве и в связи с 250-летием со времени основания города» награждён орденом Трудового Красного Знамени.

## Население
Численность города сократилась в годы Пугачёвского восстания (1773—1775), в котором калмыки принимали активное участие и понесли большие потери убитыми, умершими в плену от голода, бежавшими за русские границы. Если с начала переселения калмыков под Ставрополь до конца 1760-х годов численность их там выросла с 2,4 тысячи до 8,2 тысячи человек, то к 1777 году она сократилась до 5,2 тысячи, а в конце века составляла 4,7 тысячи человек.
К началу XX века население города проживало около 7 тысяч человек. В течение более половины XX века небольшая численность населения города была связана с утратой административного значения, нахождением вдали от железнодорожных путей и хорошим развитием земледелия в регионе.
После середины XX века во время индустриального «второго рождения» города его население начало резко расти, а в результате «третьего рождения» в конце века оно умножилось  многократно, в результате чего Тольятти с населением более 700 тысяч человек стал городом, крупнейшим в России среди необластных центров, превосходя более половины из них.

## Наименование города
Официальное название города c 1739 по 1964 год — Ставрополь, с 1964 по настоящее время — Тольятти. Наименование Ставрополь-на-Волге появилось для отличия от более молодого и меньшего по размеру, но имеющего более высокое административное значение Ставрополя (Кавказского) и получило широкое хождение в прессе. В результате распространилось мнение, что так и назывался город ранее. Название Ставрополь-Волжский изредка употреблялось в начале XX века с той же целью отличия от Ставрополя-Кавказского и не являлось официальным.
Считается[кем?], что после того, как летом 1737 года наметили место для новой крепости и началось строительство города, между основателями — Татищевым и полковником Змеевым — возник спор о наименовании нового поселения. Татищев, являясь руководителем «Оренбургской экспедиции», принял решение назвать город Епифанией, что в переводе с греческого значит «просвещение». Но в январе 1739 года Татищев приехал в Петербург, где была устроена целая комиссия для рассмотрения жалоб на него. Его обвиняли в «нападках и взятках», неисполнительности и т. п. Комиссия подвергла Татищева аресту в Петропавловской крепости.
21 февраля 1739 года было принято предложение Змеева; указом Сената город назвали Ста́врополь (в переводе с греческого «город креста»), так как город закладывался для упрочения и распространения христианства.
28 августа 1964 году постановлением Верховного Совета РСФСР город был переименован в честь итальянского коммуниста Пальмиро Тольятти.
В 1996 году проводился общегородской референдум по вопросу возвращения исторического наименования города. Референдум был признан несостоявшимся из-за малой активности избирателей. Однако вопрос о переименовании как города, так и отдельных улиц постоянно поднимается различными инициативными группами из представителей интеллигенции, коренных жителей, ученых и религиозных деятелей, а также представителей местных общественных организаций.